# Ismantorp
Ismantorp (svensk: Ismantorps fornborg) er en jernalderborg i Långlöt sogn i Borgholms kommune på det centrale Øland. Borgens ringmur har en diameter på 125 m. Muren er op til ca. 4 m høj. Inden for ringmuren, der har ni porte, er der i alt 88 bevarede husfundamenter. I midten af borgen findes resterne af et rundt tårn. Uden for ringmuren findes mange andre rester af husfundamenter. Borgen blev opført i 200-tallet og var i anvendelse til 600-tallet. På grund af dens design er der teorier om, hvad den har været anvendt til. Slottet kan ligesom Gråborg have været en markedsplads. At have ni porte er i det mindste en forsvarssvaghed.
Borgen blev besøgt af Linné på hans Ølands-tur.
- Ismantorp set udefra
- En af portåbningerne i Ismantorp.
- Et af husene i Ismantorp